# Les Deux Fragonard
Pour plus de détails, voir Fiche technique et Distribution.
Les Deux Fragonard est un film français réalisé par Philippe Le Guay et sorti en 1989.

## Synopsis
Honoré Fragonard, peintre et libertin, est le cousin de Cyprien, anatomiste renommé pour ses écorchés d'animaux. Cyprien vient de perdre sa fiancé, morte subitement, tandis qu'Honoré reçoit commande d'un tableau galant représentant une comédienne en vogue sur une escarpolette. Honoré remplace le modèle imposé qui lui déplait par une lavandière rencontrée par hasard, Marianne, qui tombe amoureuse de lui. Le tableau rencontre le succès lors de sa présentation, et attire l'attention de l'aristocrate Salmon d'Anglas, anatomiste amateur, qui veut acheter le tableau et se heurte au refus du commanditaire. Le modèle Marianne devient un sujet d'attraction à la cour, ce qui l'éloigne d'Honoré. D'Anglas la séduit et l'amène chez lui, puis commande à Honoré une série de tableaux galants pour son salon. D'Anglas exhibe lors d'une réception un écorché humain préparé par Cyprien pour se vanter de posséder aussi une œuvre de Fragonard, à défaut du tableau. 
D'Anglas organise son projet pervers : montrer devant un public choisi la dissection et l'embaumement par Cyprien Fragonard d'un sujet féminin : Marianne, préalablement étranglée par sa servante.

## Fiche technique
- Titre : Les Deux Fragonard
- Réalisation : Philippe Le Guay
- Scénario : Philippe Le Guay et Jérôme Tonnerre
- Costumes : Christian Gasc
- Photographie : Bernard Zitzermann
- Musique : Jorge Arriagada
- Montage : Denise de Casabianca
- Production : Christian Charret, Cyril de Rouvre et André Lazare
- Pays de production :  France
- Format : Couleurs
- Genre : drame
- Durée : 112 minutes
- Date de sortie : France - 19 avril 1989

## Distribution
- Joaquim de Almeida : Honoré Fragonard
- Robin Renucci : Cyprien Fragonard
- Philippine Leroy-Beaulieu : Marianne
- Sami Frey : Salmon d'Anglas
- Jean-Louis Richard : Saint-Julien
- Philippe Clévenot : Père Rudolphe
- Nada Strancar : Madame Dantes
- Roland Amstutz : Bourgela
- Michèle Oppenot : La Poicard
- Pierrick Mescam : L'intendant
- Christiane Cohendy : Dame de la Poupliniere
- Sandra Faure : Antoinette
- Marc Rosenstiehl : Louis-David
- Jean-Pierre Bagot : Le père de Bernadette
- Judith Magre : Une anatomiste
- François Chattot : Un anatomiste
- Christine Fersen : La tragédienne
- Isabelle Nanty : Lisette
- Josiane Stoléru : Une aristocrate
- Joséphine Fresson : Une lavandière
- Céline Samie : Une lavandière